# Direito canónico
O termo direito canónico (português europeu) ou direito canônico (português brasileiro) (do grego antigo κανών "kanon", "régua") denomina o conjunto de regulamentos promulgados por uma autoridade eclesiástica para o governo de uma organização ou igreja cristã e seus membros, com esse termo também envolvendo os regimentos responsáveis pela operação interna das igrejas Católica, Ortodoxa Oriental, Ortodoxa Bizantina e da Comunhão Anglicana.
Embora tal terminologia seja compartilhada, com um cânone (kanon) sendo originalmente uma regra adotada por um sínodo, a forma em que as leis são interpretadas, legisladas e aplicadas varia no contexto de cada denominação. Os diferentes cânones, promulgados ao longo do tempo, formaram a base do que iria se tornar o direito canônico nas diferentes tradições.

## Etimologia
Do grego kanon/grego antigo: κανών,, árabe qaanoon/قانون, hebraico kaneh/קָנֶה, 'reto'; uma regra, código, padrão ou medida; o significado da raiz em todas essas línguas é cana; 
No século IV, o Primeiro Concílio de Niceia (325) chama de cânones as medidas disciplinares da Igreja: o termo cânone, κανὠν, significa em grego, uma regra. Há uma distinção muito antiga entre as regras promulgadas pela Igreja e as medidas legislativas tomadas pelo Estado, chamadas leges, latim para leis.

## Cânones Apostólicos
Os Cânones Apostólicos ou Cânones Eclesiásticos dos Santos Apóstolos  são uma coleção de antigos decretos eclesiásticos (oitenta e cinco na Igreja Oriental, cinquenta na Igreja Ocidental) relativos ao governo e à disciplina da Igreja Cristã Primitiva, incorporados às Constituições Apostólicas, que fazem parte dos Padres Ante-Nicenos.

## Igreja Católica
O direito canônico é o conjunto das normas que regulam a vida na comunidade eclesial. Diferentemente do direito romano, que disciplinava as relações no Império Romano, já extinto; o direito canônico está diretamente relacionado ao dia-a-dia de mais de um bilhão de católicos no mundo. Por exemplo, quando se deseja discutir a validade de um casamento (nulidade de matrimônio) realizado na Igreja, recorre-se à corte canônica ou tribunal eclesiástico.
O direito canônico está praticamente todo condensado no Código de Direito Canônico. Neste diploma legal, encontram-se regras de direito material e de direito processual, dentre outros.

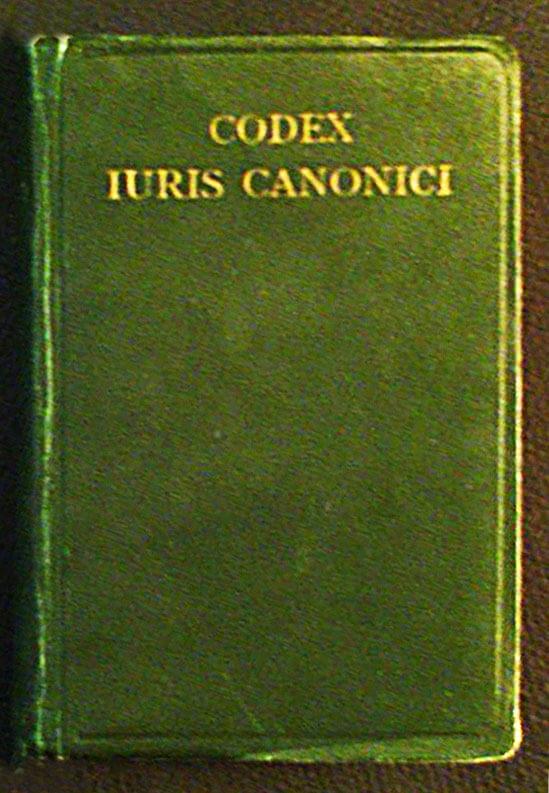
Capa do Código Canônico de 1917

O Papa João XXIII, inicialmente chamou por um Sínodo da Diocese de Roma, um Concílio Ecumênico, e uma atualização para o Código de 1917, promulgado em 27 de maio de 1917 (entrou em vigor em 19 de maio de 1918) pelo Papa Bento XV, por meio da Constituição Apostólica Providentissima Mater Ecclesia.
Após o Segundo Concílio Ecumênico do Vaticano (Vaticano II) ser fechado em 1965, tornou-se evidente que o Código precisava ser revisto à luz dos documentos e teologia do Concílio Vaticano II. Depois de vários rascunhos e muitos anos de discussão, o atual Direito canónico (Codex Iuris Canonici — C.I.C.), foi promulgado pelo papa João Paulo II em 25 de janeiro de 1983 (entrou em vigor em 27 de novembro de 1983), por meio da Constituição Apostólica Sacrae Disciplinae Leges. Contendo 1.752 cânones, é a lei atualmente obrigatório para a Igreja Latino Romana (ocidental).
Para as Igrejas Orientais (católicas), João Paulo II promulgou um novo código, designado por Código dos Cânones das Igrejas Orientais (Codex Canonum Ecclesiarum Orientalium), em 18 de outubro de 1990 (entrou em vigor em 1 de outubro de 1991), por meio da Constituição Apostólica Sacri Canones.
A Igreja Católica tem o que é reivindicada como a mais antiga ordem jurídica interna em funcionamento de forma contínua, na Europa Ocidental, muito mais tardia do que o direito romano, mas anterior à evolução das tradições europeias modernas do direito civil. O que começou com regras ("cânones") adotadas pelos apóstolos no Conselho de Jerusalém no primeiro século se desenvolveu em um sistema jurídico altamente complexo encapsulando não apenas as normas do Novo Testamento, mas alguns elementos do hebraico (Antigo Testamento), romanos, visigodos, saxões, e tradições jurídicas celtas.

## Comunhão Anglicana
Na Igreja da Inglaterra, os cortes eclesiásticas que anteriormente decididos muitos assuntos, como os litígios relativos a casamento, divórcio, testamentos, e por difamação, ainda têm jurisdição de determinadas matérias relacionadas com a Igreja (por exemplo, a disciplina do clero, alteração de propriedade da igreja, e as questões relacionadas aos cemitérios).
A separação data do século XII, quando os normandos se separaram do país misto secular/religioso e das cortes locais usadas pelos Saxões. Em contraste com as outras cortes da Inglaterra, a lei usada em matérias eclesiásticas é, pelo menos parcialmente, um sistema de direito civil, e não de common law, embora fortemente regida por estatutos parlamentares.
Desde a Reforma, as cortes eclesiásticas na Inglaterra têm sido cortes reais. O ensino de Direito Canônico na Universidade de Oxford e Cambridge foi anulada por Henrique VIII; depois praticantes nas cortes eclesiásticas foram treinados em direito civil, recebendo Doutores em Direito Civil (DCL) graduado em Oxford, ou doutores em Direito (LL. D.) graduado em Cambridge.
Tais advogados (chamados de "doutores" e "civis") foram centralizados nos "Doctors Commons", algumas ruas ao sul da Catedral de St Paul, em Londres, onde eles monopolizaram sucessões, matrimonial, e os casos almirantados até sua jurisdição ser removida para as cortes de Common Law, em meados do século XIX.
("Doctors Commons" eram sociedades de advogados que praticavam o direito civil em Londres, também era chamada de "College of Civilians")
(Lei Almirantado também foi baseada no direito civil, em vez de common law, assim foi tratada pelos civis também.)
Carlos I revogou o direito canônico em 1638 depois de levantes de Covenanters confrontando os Bispos de Aberdeen seguindo a convenção no Castelo Muchalls e outras revoltas em toda a Escócia no início daquele ano.
Outras igrejas da Comunhão Anglicana em todo o mundo (por exemplo, a Igreja Episcopal dos Estados Unidos, e a Igreja Anglicana do Canadá) ainda funcionam sob seus próprios sistemas privados de Direito Canônico.

## Igreja Ortodoxa
Os ortodoxos de fala grega recolheram cânones e comentários sobre eles em uma obra conhecida como a Pedalion (em grego: Πηδάλιον, "Leme"), assim chamado porque ele se destina a "orientar" a Igreja.
A tradição cristã ortodoxa em geral trata os seus cânones mais como orientação do que como leis, os bispos ajustando-os às circunstâncias locais, culturais, entre outros.
Alguns estudiosos cânones ortodoxos apontam que, se os Conselhos Ecumênicos (em grego: que deliberaram) indicavam que os cânones deveriam ser usados como leis, eles teriam o chamado de Nomoi / νόμοι (leis) ao invés de kanónes / κανόνες (regras), mas quase todos os ortodoxos se conformaram com esse modo.
As decisões dogmáticas dos Conselhos, no entanto, devem ser obedecidos ao invés de ser tratado como orientações, uma vez que eles são essenciais para a unidade da Igreja.

## Igrejas Presbiteriana e Reformadas
Nas Igrejas Presbiteriana e Protestante, o direito canônico é conhecido como "práticas e procedimentos" ou "ordem da igreja", e inclui as leis da Igreja, respeitando o seu governo, disciplina, prática legal e adoração.

## Luteranismo
O Livro de Concórdia é a declaração doutrinária histórica da Igreja Luterana, composto por dez documentos de crença reconhecidos como autoridade no Luteranismo, desde o século XVI. No entanto, o Livro de Concórdia é um documento confessional (afirmando crença ortodoxa) ao invés de um livro de regras eclesiásticas ou disciplina, como o direito canônico. Cada igreja luterana nacional estabelece seu próprio sistema de ordem e disciplina da Igreja, embora estes são referidos como "cânones".

## Igreja Metodista
O Livro da Disciplina contém as leis, regras, políticas e diretrizes para a Igreja Metodista. Sua última edição foi publicada em 2012.

## Leituras Adicionais
- Brundage, James A., Medieval Canon Law, London ; New York : Longman, 1995.
- Hartmann, Wilfried and Kenneth Pennington eds. (2008) The History of Medieval Canon Law in the Classical Period, 1140-1234: From Gratian to the Decretals of Pope Gregory IX, Washington, D.C.: The Catholic University of America Press.